# John Rea (Komponist)
John Rocco Rea (* 14. Januar 1944 in Toronto, Ontario) ist ein kanadischer Komponist.

## Leben und Wirken
Rea studierte bei John Weinzweig, Gustav Ciamaga, Milton Babbitt und Peter Westergaard. 1968 erhielt er den PRO Canada Award für Kompositionsstudenten, im Folgejahr gewann er mit The Days/Les Jours den dritten Preis beim Internationalen Wettbewerb für Ballettmusik in der Schweiz. 
In der Folgezeit erhielt Rea zahlreiche Kompositionsaufträge, u. a. von der University of Toronto (The Prisoners Play, 1972), den York Winds (Reception and Offering Music, 1976), der Société de musique contemporaine du Québec (Treppenmusik, 1982) und dem National Youth Orchestra (Vanishing Points, 1983).  Für Com-possession, ein Auftragswerk der CBC erhielt er den Jules Léger Prize für Kammermusik, der ihm das zweite Mal 1992 für Objets Perdus verliehen wurde. 
Von 1973 bis 2019 unterrichtete Rea Komposition, Musiktheorie und -geschichte an der McGill University, wo er von 1986 bis 1991 auch Dekan der Musikfakultät war.
1979 gehörte er zu den Gründungsmitgliedern der Gesellschaft für neue Musik Les Événements du Neuf. Nach einem Aufenthalt in Berlin 1979–80 war er 1984 Composer in Residence in Mannheim und 1991 Composer in Residence beim Sommermusikfestival Incontri in Terra di Siena.
Rea komponierte Kammermusik, elektroakustische Werke, Ballette, Bühnenmusiken, Orchester- und Chorwerke. Große Aufmerksamkeit fand seine Neuorchestrierung von Alban Bergs Oper Wozzeck, die 1995 uraufgeführt wurde. Er verfasste auch eine Reihe musiktheoretischer Artikel und gehört zu den Herausgebern der französischsprachigen Zeitschrift für neue Musik Circuit. 2019 wurde er zum Mitglied der Royal Society of Canada gewählt.

## Werke
- Sonatina für Flöte und Klavier, 1965
- Piece for Chamber Orchestra, 1967
- Prologue, Scene and Movement (classical Latin palindrome) für Sopran, Viola und zwei Klaviere, 1968
- Sestina für Kammerensemble, 1968
- Fantaisies and/et Allusions für Saxophonquartett und Kleine Trommel, 1969
- The Days/Les Jours, Ballett, 1969
- What You Will für Klavier zu 2 oder 4 Händen, 1969
- S.P.I. 51 für Tonband, 1969
- STER 1.3 für Tonband, 1969
- Anaphora für Kammerensemble, 1970
- Anaphora II für Klavier, 1971
- The Prisoners Play, Kinderoper, 1973
- Reception and Offering Music 'Anaphora IV'  für Bläserquintett und Schlagzeug, 1975
- Jeux de Scène 'fantaisie-hommage à Richard Wagner'  für Horn, Oboe, Cello, Piccoloflöte, Flöte, Klavier, Marimba, drei Glockenspiele und Schmiedeamboss, 1976
- Hommage à Vasarely für Orchester, 1977
- ...wings of silence... für Kammerensemble und Tonband, 1978
- Com-possession 'Daemonic afterimages in the theatre of transitory states'  für zwei Kammerensemble, 1980
- Les Blues d'Orphée für Flöte, Klarinette, Viola, Cello und Klavier, 1981
- La Dernière Sirène für Ondes Martenot und Schlagzeug, 1981
- Médiator '...pincer la musique aujourd'hui'  für Kammerensemble, 1981
- Treppenmusik für Saxophonquartett, vier Klarinetten, Violine, Viola, Cello, Kontrabass und Tonband, 1982
- Vanishing Points für Orchester, 1983
- Le Petit Livre des 'Ravalet'  für historische Instrumente, Tonband und vier Erzähler, 1983
- Litaneia (nach Aristophanes) für gemischten Chor und Orchester, 1984
- Glide Reflexions für zwei Klarinetten und zwei Celli, 1984
- Les Raisons des Forces Mouvantes für Flöte, Altflöte und Streichquartett, 1984
- Spin für Streichquartett und Klavier, 1984
- La capra che suona für zehn Saxophone, 1985
- Some Time Later für Streichquartett, 1986
- Offenes Lied für zwei Soprane und Klarinette, 1986
- Orchestration von Claude Viviers Pulau Dewata, 1986
- Over Time für Orchester, 1987
- Time and Again für Orchester, 1987
- Brass Communicants, Fanfare für zwölf Bläser und vier Schlagzeuger, 1987
- Big Apple Jam für Saxophonquartett und Tonband, 1987–91
- Lièger Métal für Kammerorchester, 1988
- Kubla Khan für Kammerensemble, 1989
- Portrait of a Man in Elysian Fields "Hommage à Morton Feldman" für Klavier, 1989
- Las Meninas 21 Variationen über Schumanns Kinderszenen für Klavier, 1990–91
- Objets Perdus, Streichquartett, 1992
- Une Fleur du mal für Sopran, Klarinette, Cello und Schlagzeug, 1992
- Canto di Beatrice, Melodrama für zwei Soprane und zwei Celli, 1992
- Débâcle für Kammerorchester, 1992
- Neuorchestrierung von Alban Bergs Wozzeck, 1992–95
- ... a rolling stone! für Flöte, Oboe, Klarinette, Violine und Cello, 1993
- Zefiro torna für Orchester, 1994
- Einer nach dem Andern! für Kammerorchester, 1994
- Alma & Oskar (melodrama from beyond the grave) für Stimme und Klavier, 1995
- Plus que la plus que lente für Altsaxophon, Flöte, Klarinette, Violine, Cello, Klavier, Schlagzeug und Dirigent, 1996
- Schauspielmusik zu Les trois derniers jours de Fernando Pessoa von Antonio Tabucchi, 1997
- Great Stones für Kammerchor, 1997
- Études multiples für Bläserquintett und Klavier, 1997
- Urfaust—tragédie subjective (after Goethe and Pessoa), Schauspielmusik, 1999
- Bettina, Melodrama für Stimme und Klavier, 1999
- Neuorchestrierung von Alexina Louies O Magnum Mysterium—In Memoriam Glenn Gould, 1999
- Lautari, Trio für Violine, Cello und Klavier, 1999–2000
- Music, according to Aquinas für Kammerchor, zwei Klarinetten und Cello, 2000
- Sacrée Landowska, Musiktheater, 2001
- Schauspielmusik zu Catoblépas von Gaétan Soucy, 2001
- J'ignore si j'étais un homme rêvant alors que j'étais un papillon, ou si je suis à présent un papillon rêvant que je suis un homme für 27 Spieler und Disklavier, 2001
- Homme/Papillon für Orchester, 2002
- Submergé für Oboe und Klavier, 2002